# Sihem Bensedrine

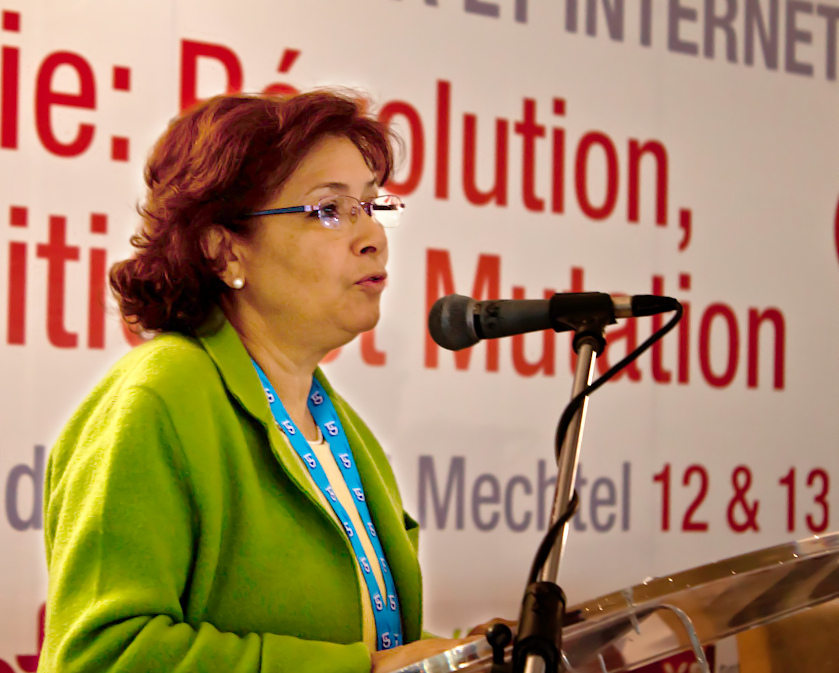
Sihem Bensedrine

Sihem Bensedrine (tiếng Ả Rập: سهام بن سدرين), sinh ngày 28 tháng 10 năm 1950, là một nhà báo người Tunisia và là một nhà hoạt động nhân quyền. Năm 2005, cô được trao giải thưởng Oxfam Novib / PEN.

## Sự nghiệp
Sihem Bensedrine sinh ra tại thị trấn ven biển La Marsa, gần thủ đô Tunis. Cô sang Pháp và học tại trường đại học ở Toulouse, sau đó nhận bằng triết học.
Năm 1980, cô trở thành phóng viên cho tạp chí độc lập Le Phare. Khi tạp chí ngừng xuất bản, cô trở thành thủ lĩnh chính trị tại Maghreb, và sau đó là tại Réalités. Khi Maghreb ngừng xuất bản vì các cuộc bạo loạn vào năm 1983, cô chuyển sang làm tổng biên tập của Gazette Touristique và thành lập công ty du lịch l'Hebdo Touristique. Đồng thời, cô cũng là người giám sát tờ báo đối lập El Mawkif.
Sihem Bensedrine thành lập nhà xuất bản Arcs vào năm 1988, nhưng sau đó đã bị phá sản vào năm 1992 vì cuộc khủng hoảng nhân quyền. Năm 1998, cô trở thành giám đốc văn học cho nhà xuất bản Noir sur Blanc. Cùng năm đó, cô thành lập Conseil National pour les Libertés en Tunisie (CNLT), mà cô là người phát ngôn chính.
Từ năm 1999, việc kinh doanh của Sihem Bensedrine đã phải chịu sự xét xử của tòa án, bao gồm tịch biên tài sản và cá nhân cô phải chịu nhiều sự phỉ báng, mà cô bị coi là một gái mại dâm, chỉ vì tự do báo chí và các hoạt động nhân quyền.
Năm 2000, cô đồng sáng lập tạp chí trực tuyến Kalima với Naziha Réjiba. Năm 2001, Réjiba và Bensedrine đã thành lập nhóm Observatoire de la Liberté de la Presse, de L'Edition et de la Création (OLPEC) nhằm đẩy mạnh việc tự do báo chí.
Vào tháng 2 năm 2023, lệnh cấm rời khỏi lãnh thổ Tunisia được ban hành đối với Sihem Bensedrine. Vào ngày 1 tháng 8 năm 2024, Sihem Bensedrine bị bắt và bỏ tù vì “âm mưu chống lại an ninh nhà nước”..